# Slovački krš
Slovački krš (slovački: Slovenský kras) je planinsko područje dio Slovačkog Rudogorja koje je pak dio Karpata. Nalazi se u južnoj Slovačkoj na granici s Mađarskom.
Sastoji se od kompleksa velikih krških ravnica i visoravni. Od 1973. godine dio je zaštićenog krajolika. Slovački krš proglašen je nacionalnim parkom u ožujku 2002. godine. Također je UNESCO rezervat biosfere, a dio njega Krške špilje Aggteleka i Slovačkog krša je na popisu UNESCO-ove svjetske baštine koja se sastoji od sustava špilja koji se proteže kroz Mađarsku i Slovačku. Najviši vrh krša je Jelení Vrch s 947 metra. Važne rijeke koje teku Slovačkim kršom su Šajo, Štítnik i Turňa. Slovački krš leži u sjevernom umjerenom pojasu, a ima kontinentalnu klimu s četiri različita godišnja doba. Područje se sastoji od nekoliko slojeva mezozoičkog vapnenca i dolomita ispod koje se nalazi nepropusni pješčenjak, vapnenac i škriljevac. Ravnice su pokrivene hrastovim i grabovim šumama, brda hrastovima a krške jame smrekinim šumama. Bukove šume se nalaze u sjevernim dijelovima.
Ravnice (zaravni) imaju mnoge krške formacije, kao što su krške jame s promjerom do 250 a dubinom oko 45 metara, stožaste brežuljake, zatvorene i poluzatvorene doline i planinske livade. Regija je najpoznatija po svojim brojnim špiljama od kojih je Domica najveća. Tu se nalazi i nekoliko krških jezera, od kojih je najveće Jašteričie.

## Dijelovi Slovačkog krša
- Jelšavský kras
- Koniarska planina
- Plešivská planina
- Silická planina
- Turnianska planina
- Horný vrch
- Dolný vrch
- Zádielska planina
- Jasovská planina

## Vanjske poveznice
- Slovakia.travel: Nacionalni park Slovački krš  Arhivirana inačica izvorne stranice od 12. prosinca 2007. (Wayback Machine)